# Luigi Gardellini
Luigi Gardellini (Roma, 4 agosto 1759 – Roma, 8 ottobre 1829) è stato un presbitero e liturgista italiano.

## Biografia
Fu assessore della Congregazione dei riti e sottopromotore della fede. Papa Leone XII nel 1824 rese il suo incarico perpetuo. Era anche cameriere segreto soprannumerario, nonché consultore della Congregazione per le indulgenze e le sacre reliquie (dal 3 settembre 1816) e della Congregazione di Propaganda Fide (dal 20 gennaio 1819).
Fu compilatore della raccolta di tutti i decreti della Congregazione dei riti, sulla base degli archivi della stessa Congregazione; fu pubblicata con il titolo Decreta authentica Congregationis Sacrorum Rituum. I primi due volumi furono dati alle stampe nel 1808; il terzo nel 1815; il quarto e il quinto nel 1816; un sesto volume in due tomi (uno dedicato alle Quarantore) uscì nel 2019. Nel 1826 fu pubblicata una seconda edizione dell'opera, a cui furono aggiunti un settimo volume e un supplemento. Vi fu anche un'edizione postuma, a cura della stessa Congregazione, pubblicata in quattro volumi tra il 1856 e il 1858, con tre appendici.